# 岡山県道353号石生奈義線
岡山県道353号石生奈義線（おかやまけんどう353ごう いしゅうなぎせん）は、岡山県勝田郡勝央町から勝田郡奈義町に至る一般県道である。

## 概要
勝田郡勝央町石生と勝田郡奈義町豊沢を結ぶ

### 路線データ
- 起点：岡山県勝田郡勝央町石生（国道429号交点）
- 終点：岡山県勝田郡奈義町豊沢（豊沢交差点、国道53号交点）

## 地理

### 通過する自治体
- 岡山県
  - 勝田郡勝央町 - 勝田郡奈義町

### 交差する道路
| 交差する道路           | 市町村名 | 市町村名 | 交差する場所 | 交差する場所      |
| ---------------------- | -------- | -------- | ------------ | ----------------- |
| 国道429号              | 勝田郡   | 勝央町   | 石生         | 起点              |
| 岡山県道51号美作奈義線 | 勝田郡   | 奈義町   | 柿           | 柿交差点          |
| 国道53号               | 勝田郡   | 奈義町   | 豊沢         | 豊沢交差点 / 終点 |

### 沿線
- 奈義町立奈義小学校
- 奈義町立奈義中学校
- 奈義町役場